# MathType
MathType là một phần mềm ứng dụng được tạo bởi Design Science, cho phép tạo ký hiệu toán học để đưa vào các ứng dụng web và máy tính để bàn.

## Đặc điểm
MathType là một trình soạn thảo đồ họa cho các phương trình toán học, cho phép nhập bằng chuột hoặc bàn phím trong môi trường WYSIWYG đầy đủ đồ hoạ. Điều này trái ngược với các ngôn ngữ đánh dấu như LaTeX nơi các công thức toán học được nhập dưới dạng đánh dấu trong trình soạn thảo văn bản và sau đó được xử lý thành tài liệu sắp chữ dưới dạng một bước riêng biệt.
MathType cũng hỗ trợ các ngôn ngữ đánh dấu toán học TeX, LaTeX và MathML. LaTeX có thể được nhập trực tiếp vào MathType,  và phương trình MathType trong Microsoft Word có thể được chuyển đổi sang và từ LaTeX. MathType hỗ trợ sao chép và dán từ bất kỳ ngôn ngữ đánh dấu nào.
Ngoài ra, trên Windows 7 trở lên, các phương trình  có thể được vẽ bằng màn hình cảm ứng, bút hoặc chuột thông qua bảng điều khiển toán học.
Theo mặc định, các phương trình MathType là kiểu chữ Times New Roman, sử dụng cho các biểu tượng và tiếng Hy Lạp. Các phương trình cũng có thể được sắp chữ trong Euclid, một phông chữ hiện đại như Computer Modern được sử dụng trong TeX và điều này được bao gồm trong phần mềm. Các ký tự La Mã (nghĩa là tên biến và hàm) có thể được sắp chữ theo bất kỳ phông chữ nào có chứa các ký tự đó, nhưng tiếng Hy Lạp và ký hiệu vẫn sẽ sử dụng Times hoặc Euclid.

### Hỗ trợ cho các ứng dụng khác
Trên Windows, MathType hỗ trợ liên kết và nhúng đối tượng (OLE), là cơ chế Windows tiêu chuẩn để bao gồm thông tin từ một ứng dụng này trong một ứng dụng khác. Trong các bộ ứng dụng văn phòng cụ thể như Microsoft Office và OpenOffice.org cho Windows cho phép các phương trình MathType được nhúng theo cách này. Các phương trình được nhúng bằng OLE được hiển thị và in dưới dạng đồ họa trong ứng dụng máy chủ và có thể được chỉnh sửa sau đó, trong trường hợp đó, tài liệu lưu trữ được cập nhật tự động. Ngoài ra, một bổ trợ Microsoft Word được bao gồm, bổ sung các tính năng bao gồm đánh số phương trình và định dạng phương trình được hiển thị (trái ngược với phương trình nội tuyến), đó là các tính năng mà MathType không thêm vào các ứng dụng khác.

## Các phiên bản
- MathType 1.0 (1987)
- MathType 3.5 (1997)
- MathType 4.0 (1999)[5]
- MathType 5.0 (2001)[6]
- MathType 6.0 (2007)[7]
- MathType 6.5 (2008)[8]
- MathType 6.6 (2009)[9]
- MathType 6.7 (2010)
- MathType 6.8 (2012)
- MathType 6.9 (2013)
- MathType 7.0 (2018)